# Oligosoma homalonotum
Oligosoma homalonotum är en ödleart som beskrevs av  George Albert Boulenger 1906. Oligosoma homalonotum ingår i släktet Oligosoma och familjen skinkar. IUCN kategoriserar arten globalt som sårbar. Inga underarter finns listade i Catalogue of Life.